# Genevieve Bell
Genevieve Bell é uma antropóloga australiana, mais conhecida por seu trabalho na interseção da prática cultural e do desenvolvimento tecnológico. Nascida em Sydney, Bell é diretora do Instituto de Inovação de Autonomia, Agência e Garantia (3Ai), que foi cofundado pela Universidade Nacional da Austrália (abreviação em inglês: ANU), a Commonwealth Scientific and Industrial Research Organisation (CSIRO), e professora distinta da Faculdade de Engenharia e Ciência da Computação da ANU. Ela ocupa a cadeira de homenagem a Florence Violet McKenzie desde a inauguração da faculdade e é a primeira escolhida Engelbart Distinguished Fellow, do instituto de pesquisa SRI International. Bell é membro sênior da fabricante de processadores Intel, onde foi vice-presidente e dirigiu o grupo empresarial Corporate Sensing & Insights.

## Primeiros anos
Filha da renomada antropóloga australiana Diane Bell, Genevieve Bell nasceu em Sydney e foi criada em várias comunidades australianas, incluindo Melbourne, Canberra e em várias comunidades aborígenes no Território do Norte. Bell frequentou a universidade nos Estados Unidos, onde se formou no Bryn Mawr College em 1990 com um bacharelado em artes e um mestrado em filosofia em antropologia. Ela passou a frequentar a Universidade de Stanford em Palo Alto, Califórnia, para estudos de pós-graduação. Em 1993, ela obteve seu mestrado em Stanford, seguido por um doutorado em 1998, ambos em antropologia. Sua pesquisa de doutorado se concentrou na Carlisle Indian Industrial School, que operava na zona rural da Pensilvânia no final do século XIX e início do século XX.

## Carreira
De 1996 a 1998, Bell deu aulas de antropologia e Estudos Nativos Americanos na Universidade de Stanford, tanto no departamento de antropologia quanto no departamento de ciências antropológicas, bem como no programa de estudos continuados.[carece de fontes?]
Ela foi recrutada em seu cargo de docente pela Intel Corporation em 1998 para ajudar a desenvolver sua nascente competência em pesquisa em ciências sociais nos laboratórios avançados de pesquisa e desenvolvimento. Ela estava sediada em um das companhias da empresa em Hillsboro, Oregon, onde trabalhou como antropóloga cultural estudando como diferentes culturas ao redor do mundo usavam a tecnologia.  Ela e seus colegas ajudaram a reorientar a Intel para uma abordagem mais inspiradora no mercado e orientada para a experiência. Bell é muito conhecida por determinar a experiência de usuário como uma competência reconhecida na Intel.
Ela iniciou o primeiro Grupo de Experiência de Usuário da Intel em 2005, como parte do Grupo Doméstico Digital da Intel. A empresa a nomeou Intel Fellow, sua classificação técnica mais alta, em novembro de 2008 por seu trabalho no Digital Home Group. Ela voltou aos laboratórios avançados de pesquisa e desenvolvimento em 2010, quando a Intel a nomeou diretora de seu recém-formado grupo de pesquisa de experiência do usuário. Este grupo foi o primeiro grupo de pesquisa e desenvolvimento de experiência do usuário totalmente integrado da Intel; eles trabalharam em questões de big data, transporte inteligente, tecnologia de imagem de última geração e ideias sobre medo e admiração. Depois de conduzir esse grupo a uma série de sucessos dentro e fora da empresa, ela foi nomeada vice-presidente em 2014 e membro sênior em 2016.
O impacto de Bell foi reconhecido repetidamente fora da Intel. Em 2010, ela foi nomeada uma das 25 principais mulheres em tecnologia a serem observadas pela AlwaysOn e como uma das 100 pessoas mais criativas nos negócios pela Fast Company. Em 2012, Bell foi induzida na Women in Technology International, da Hall of Fame e em 2013, ela foi nomeada Women of Vision in Leadership de Anita Borg. Em 2014, ela foi incluída na primeira lista de mulheres influentes na tecnologia da Elle Magazine e também incluída em uma nova exposição no Design Museum de Londres, com o perfil de 25 mulheres de todo o mundo.
Seu primeiro livro, Divining a Digital Future: Mess and Mythology in Ubiquitous Computing, escrito em colaboração com Paul Dourish, é uma exploração dos aspectos sociais e culturais da computação ubíqua, com foco particular nas questões disciplinares e metodológicas que moldaram a agenda de pesquisa em computação ubíqua. O livro foi publicado pela MIT Press em 2011.
Bell também participou do programa Thinker in Residence para Austrália Meridional, de 2008 a 2010. Sua nomeação de visita destinava-se a ajudar a orientar a política do governo em torno de uma nova iniciativa nacional de banda larga. A Bell realizou pesquisas etnográficas e desenvolveu novos métodos de pesquisa inovadores para identificar barreiras à adoção e impulsionadores da aceitação da banda larga. Seu relatório final, “Conectando-se, mantendo-se conectado: explorando o papel da nova tecnologia na sociedade australiana” está disponível online.
Após 18 anos como antropóloga residente da Intel no Vale do Silício, Bell retornou à Austrália em 2017 como a primeira de cinco nomeações sob o esquema de bolsistas empreendedores Brian Schmidt, vice-chanceler da ANU. Ela é uma professora ilustre da Faculdade de Engenharia e Ciência da Computação da ANU, onde está concentrada em "explorar como reunir ciência de dados, design thinking e etnografia para impulsionar novas abordagens em engenharia; e (...) explorar as questões do que é significa ser humano em uma economia e um mundo orientados por dados". Ela foi a escolhida para ocupar a cadeira de inauguração Florence Violet McKenzie, ligada a ANU, em homenagem à primeira mulher engenheira elétrica da Austrália.
Em 2017, a ANU anunciou um grande plano de dez anos para impulsionar a expansão de seu programa em engenharia e ciência da computação. A expansão, em parte, seria liderada por Bell como diretora do recém-fundado Autonomy, Agency and Assurance Institute, conhecido como 3A Institute ou 3Ai, co-fundada pela Universidade Nacional da Austrália e Commonwealth Scientific and Industrial Research Organisation, a maior rede inovação de banco de dados da Austrália. O 3A Institute reúne uma equipe diversificada de várias disciplinas para lidar com problemas complexos em torno de inteligência artificial, dados e tecnologia e gerenciar seu impacto na humanidade.
Em outubro de 2017, Bell apresentou a Boyer Lectures, na ABC Radio National, questionando o que significa ser humano e australiano em um mundo digital. Bell se junta à lista de australianos proeminentes selecionados a cada ano pela ABC desde 1959 para apresentar a Boyer Lectures anualmente e estimular uma conversa nacional sobre questões sociais, culturais e políticas da sociedade australiana contemporânea.
Desde que retornou à Austrália, a experiência da Bell na área de desenvolvimento e regulamentação de IA foi reconhecida pelo governo e pela indústria. No Advance Awards de 2016, a Bell recebeu o Prêmio de Inovação Tecnológica e o Prêmio Global Australiano de 2016 Advance Global. Em outubro de 2018, Bell foi eleita membro da Academia Australiana de Tecnologia e Engenharia (ATSE), uma organização sem fins lucrativos que reúne as principais mentes em tecnologia e engenharia dos setores acadêmico, governamental e industrial. Ela também foi nomeada para o Conselho Consultivo Nacional de Ciência e Tecnologia, entre outros membros, incluindo o Prêmio Nobel e o vice-chanceler da ANU, Brian Schmidt, e o primeiro-ministro Scott Morrison. O conselho é responsável por fornecer consultoria especializada ao primeiro-ministro e outros ministros sobre os desafios de ciência e tecnologia enfrentados pela Austrália.
Em janeiro de 2019, Bell foi nomeada diretora não executiva independente do Conselho do Commonwealth Bank of Australia.
Em 22 de janeiro de 2020, Bell foi nomeada a primeira Engelbart Distinguished Fellow pela SRI International. A bolsa tem o nome de Douglas C. Engelbart, um pioneiro da computação moderna, e reconhece 'visionários que estão revolucionando a maneira tradicional como interagimos e visualizamos a tecnologia' de todo o mundo. Pouco depois, Bell foi nomeada Oficial da Ordem da Austrália nas Honrarias Diárias da Austrália de 2020 por serviços diferenciados à educação, particularmente às ciências sociais e antropologia cultural.